# Dicranella baileyana
Dicranella baileyana är en bladmossart som beskrevs av Brotherus 1901. Dicranella baileyana ingår i släktet jordmossor, och familjen Dicranaceae. Inga underarter finns listade i Catalogue of Life.